# Nuevo Lindavista
Nuevo Lindavista är en ort i Mexiko.   Den ligger i kommunen Ixtacomitán och delstaten Chiapas, i den sydöstra delen av landet, 700 km öster om huvudstaden Mexico City. Nuevo Lindavista ligger 339 meter över havet och antalet invånare är 190.
Terrängen runt Nuevo Lindavista är kuperad åt nordväst, men åt sydost är den bergig. Runt Nuevo Lindavista är det ganska tätbefolkat, med 54 invånare per kvadratkilometer. Närmaste större samhälle är Pichucalco, 13,6 km norr om Nuevo Lindavista. I omgivningarna runt Nuevo Lindavista växer i huvudsak städsegrön lövskog.